# 派恩伍德 (明尼蘇達州)
派恩伍德（英語：Pinewood）是位於美國明尼蘇達州貝爾特拉米縣巴茲爾鎮區的一個非建制地區。

## 地理
派恩伍德所處的海拔為高於海平面429米（即1417英呎），而該地所採用的時區為UTC-6，即北美中部時區（CST）。同時該地設有夏令時間，為UTC-6調快一小時，即UTC-5（CDT）。